# Puffin de Scopoli
Calonectris diomedea
Espèce
Statut de conservation UICN

 LC  : Préoccupation mineure
Le puffin de Scopoli (Calonectris diomedea) est une espèce d’oiseaux de mer du bassin méditerranéen, d'assez grande taille, de la famille des Procellariidae. Ces oiseaux grégaires hivernent au large, et reviennent chaque année nicher sur les îles et côtes rocheuses européennes, y compris françaises.
Cette espèce a été séparée de l'espèce puffin cendré (calonectris borealis) par le Congrès ornithologique international en 2013.
Certains ont vu en ce puffin l'alcyon, un oiseau mythologique qui quitte rarement les flots, et touche rarement les rivages, et la terre.

## Description

### Mensurations
Ce puffin est relativement grand, bien qu'un peu plus petit que son plus proche cousin, le puffin cendré. Sa longueur typique est de 45 à 52 cm, et son envergure est de 1,12 à 1,22 m pour un poids de 700 à 800 grammes.

### Aspect général
Ce puffin a le dessus du corps, la tête et la gorge sombres, gris-brun. L’extrémité des ailes et la queue sont plus sombres, presque noirs. La nuque peut avoir une teinte plus grise que brune. Le ventre et le dessous des ailes sont blancs, même si le dessous des ailes présente une fine bordure gris très sombre, presque noire. La limite entre le gris-brun de la tête et le blanc du dessous de l'animal est indéfinie (passage progressif), contrairement au Puffin majeur. Le bec est jaune pâle, mais son extrémité peut être marquée de gris ou de noir. L’œil est noir, parfois cerclé de blanc. Les pattes, rosées, sont courtes et palmées, à proximité du croupion, ce qui permet aux puffins de se tenir debout à la manière des manchots, même s'ils semblent préférer progresser couchés près du sol.
L'aspect des juvéniles est très similaire à celui des adultes. Il n'y a pas de réel dimorphisme sexuel chez cette espèce, mais la femelle est plus légère et possède un bec plus fin.

## Comportement

### Comportement social
Cet oiseau grégaire vit généralement en groupes pendant la saison hivernale, en pleine mer. Lors de la saison de nidification, il constitue des colonies comprenant de nombreux individus, de plusieurs centaines à plusieurs milliers.
Les puffins de Scopoli se reposent fréquemment en surface, en grands groupes nommés "radeaux", ce qui représente un tiers de leur temps passé hors du nid. Les "radeaux" dérivent au gré des vents et des courants, remplissant une fonction sociale, mise en évidence par des comportements tels que les vocalisations, les interactions physiques, etc. Ces "radeaux", notamment en période de nidification, peuvent se situer à proximité des côtes, et sont largement sujet au dérangement par le trafic maritime.

### Vol
Cet oiseau alterne vol battu et vol plané.

Le vol est généralement nonchalant, assez lourd et près des vagues, profitant des creux et des crêtes pour un vol plané très économe en énergie. Par grand vent, ce puffin démontre sa maîtrise aérienne en réalisant des remontées spectaculaires suivies de descentes à pic. Lors du vol plané, il tient ses ailes légèrement en cloche et vers l'arrière (contrairement au puffin majeur, qui les tient raides et droites), du fait d'un mécanisme de verrouillage rendu possible par un os sésamoïde situé à l'articulation de son coude, entre l'humérus et l'ulna.

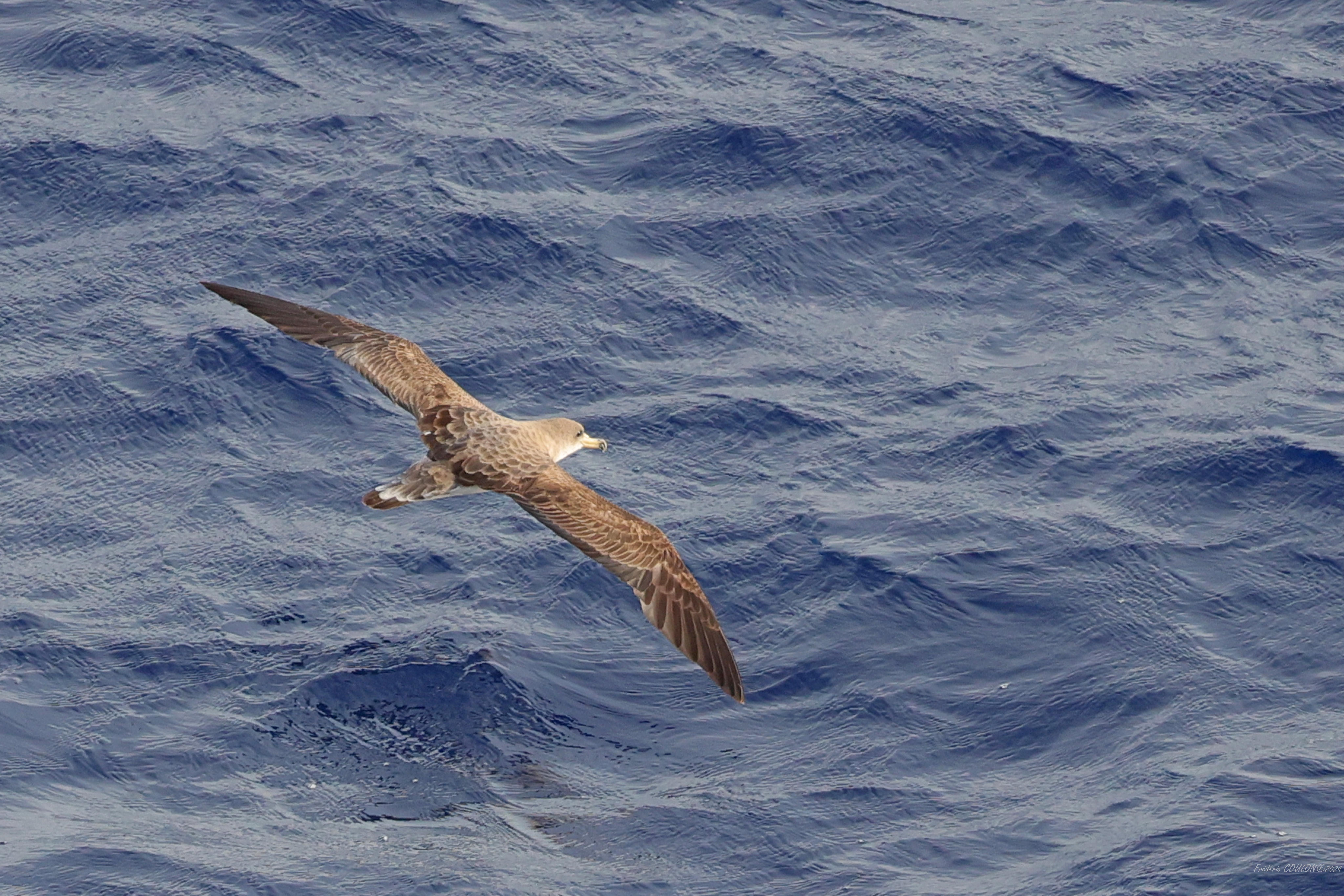
Vol plané typique d'un puffin de Scopoli, au large de Marseille
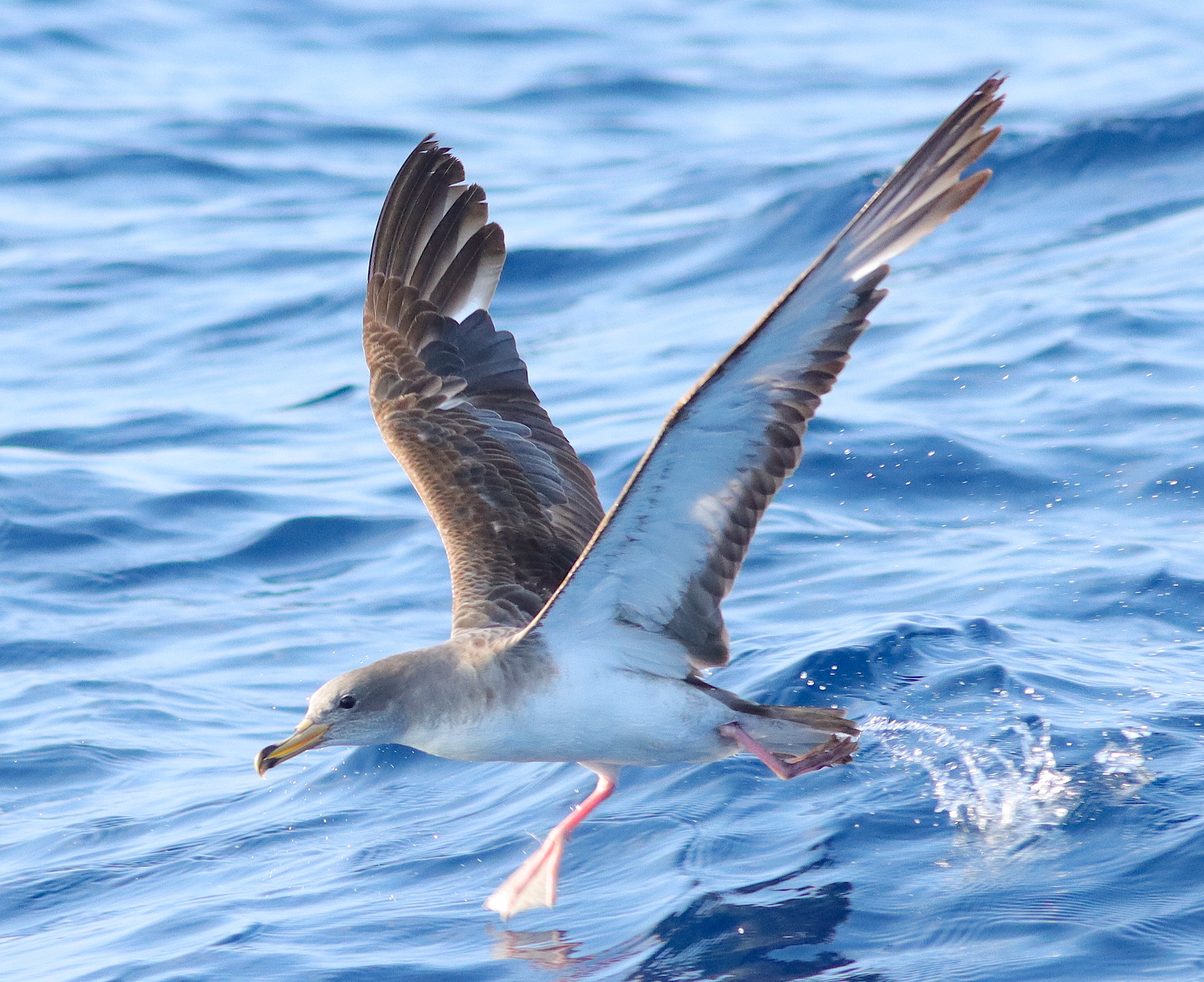
Puffin de Scopoli lors de son envol.

### Migration
Cette espèce hiverne au large du sud de l'Afrique (quelques individus restent cependant en Méditerranée) et revient à la fin du mois de février en Méditerranée, retournant chaque année sur la même île pour se reproduire. Pour sa migration et ses voyages alimentaires, il privilégie l'orientation olfactive à l'orientation magnétique, même si cette dernière semble toutefois utilisée.
Entre septembre et mars, les puffins de Scopoli quittent leurs aires de nidification. Les populations quittent la Méditerranée par le détroit de Gibraltar, et rejoignent l'Atlantique. Les oiseaux adultes effectuent leur migration de manière plus directe que les jeunes qui font étape aux Baléares ou aux îles Zaffarine, étapes lors desquelles un taux de mortalité important est observé. Après avoir longé les côtes africaines du Maroc au Sénégal, plus de la moitié ne dépassent pas l'équateur, mais une partie de la population rejoint ensuite le large du Brésil avant d'atteindre l'Afrique du Sud, l'Angola, et de remonter vers les Antilles pour rejoindre Gibraltar grâce au Gulf Stream au printemps. Certaines boucles migratoires totalisent 35 000 km. Lors de leurs six premières années, les juvéniles errent dans l'Atlantique sans effectuer de migration annuelle et passent l'été au large des Caraïbes, du Mexique aux Bermudes.
Des individus erratiques ont été signalés en Nouvelle-Zélande.[réf. nécessaire]

### Alimentation

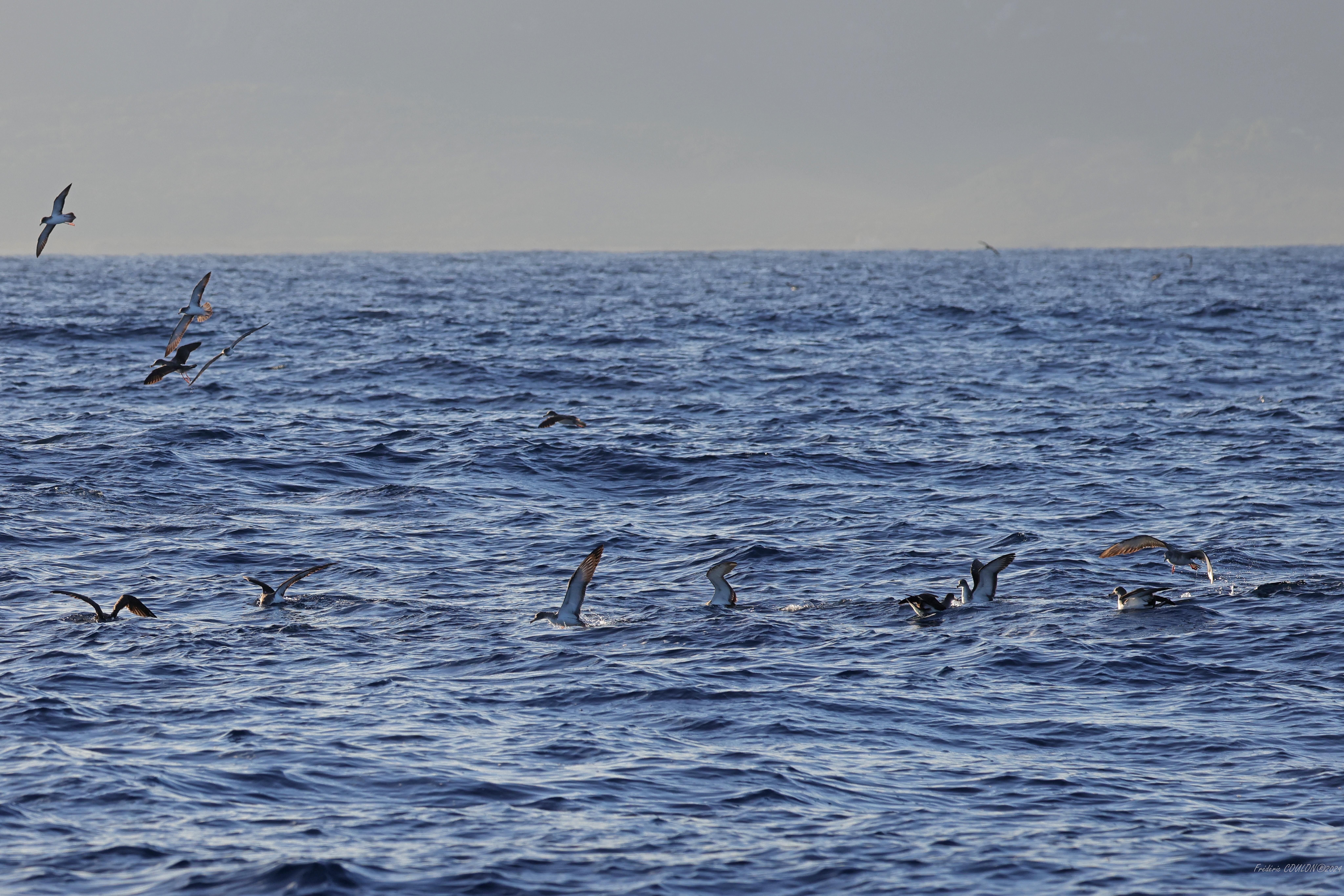
Groupe de puffins de Scopoli profitant de l'activité de nourrissage de thons en surface.

Son régime est essentiellement constitué de poissons, de céphalopodes, de crustacés (crevettes), de méduses et autres animaux marins. Il profite parfois des déchets de poissons rejetés par les bateaux de pêche, mais moins couramment que les autres procellaridae.
Comme la plupart des procéllariidés, les puffins de Scopoli utilisent leur odorat pour détecter en surface les concentrations de dyméthylsulfure rejeté par le zooplancton, signe d'abondance de petits poissons.
Il se nourrit le plus souvent de nuit[réf. nécessaire]. Il suit souvent les bancs de gros poissons qui rabattent le menu fretin vers la surface, où il n'a plus qu'à se servir. Il préfère prélever la nourriture en surface, plongeant juste le bec dans l'eau en vol pour capturer ses proies, mais il peut occasionnellement s'immerger complètement au cours de plongée pouvant atteindre de 4 à 5 m de profondeur.

### Reproduction

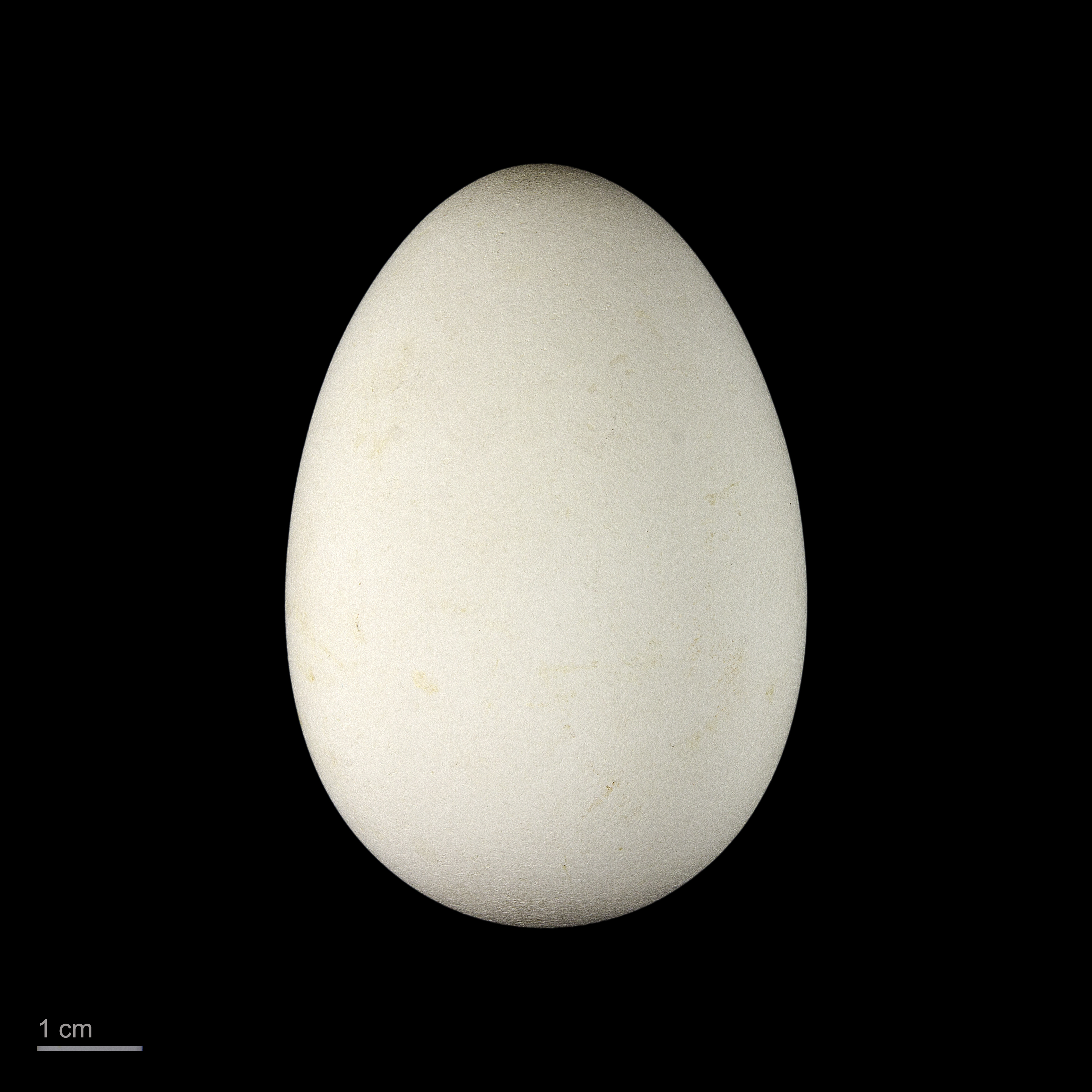
Calonectris diomedea - MHNT

Cette espèce niche en colonies, toujours situées sur des îles ou îlots rocheux très peu anthropisés. Les adultes arrivent sur les sites de nidification vers le mois de mars.
La nidification débute en mai ou juin. Elle a lieu sur des côtes rocheuses, au niveau de falaises côtières ou d'éboulis, dans une crevasse du roc, un trou ou un terrier au flanc de pentes abruptes.
Le nid est constitué de fragments de végétaux marins ou terrestres. La ponte ne comprend qu'un seul œuf, blanc terne. Les deux parents assurent l'incubation, qui dure en moyenne 54 jours.
Le nid n'est visité que de nuit, hors de la vue des prédateurs que sont les goélands et les faucons pèlerins, évitant même les nuits claires de pleine lune. La vision crépusculaire du puffin de Scopoli est digne de celle de rapaces nocturnes, grâce à ses grands yeux. Le mâle et la femelle quittent alternativement le nid pour deux à trois jours à la recherche de nourriture.
Au bout de 14 semaines, les petits prennent leur envol. Les puffins de Scopoli commencent à quitter leur aire de nidification en septembre, mais les jeunes partent généralement plus tard, vers le mois d'octobre.
Les juvéniles seront adultes et aptes à se reproduire à 3 ans. Le record actuel de longévité en Europe, déterminé par baguage, est de 24 ans et 10 mois sur un oiseau trouvé mort. Certaines sources citent une longévité plus grande, dépassant les 35 ans.

### Vocalisations
Silencieux lors de ses déplacements en mer, cet oiseau est bruyant à la colonie de mars à septembre, principalement la nuit. Il pousse des chants puissants, plaintifs, rauques, ressemblant à des pleurs de bébé ou des lamentations, plus aigu chez les mâles et plus rauque chez les femelles.
Les cris sont moins caractéristiques, et sont décrits comme de petits couinements nasaux.

## Répartition et habitat

Carte de répartition

C'est un oiseau marin qui vit une grande partie de l'année au large. Il niche dans les zones tempérées, sur les îles ou les côtes rocheuses de Méditerranée. La majorité des sites de reproduction sont situés en Méditerranée occidentale (de Gibraltar à la Sicile), en Mer Adriatique et en Mer Égée. Les jeunes individus, avant leur première nidification lors de leur sixième ou septième année, adoptent un comportement erratique en Atlantique nord, hors cycle migratoire typique.

## Population
La population européenne est estimée à entre 30 500 à 48 100 couples, pour une population globale de 285 000 à 446 000 individus par BirdLife International.

### En France

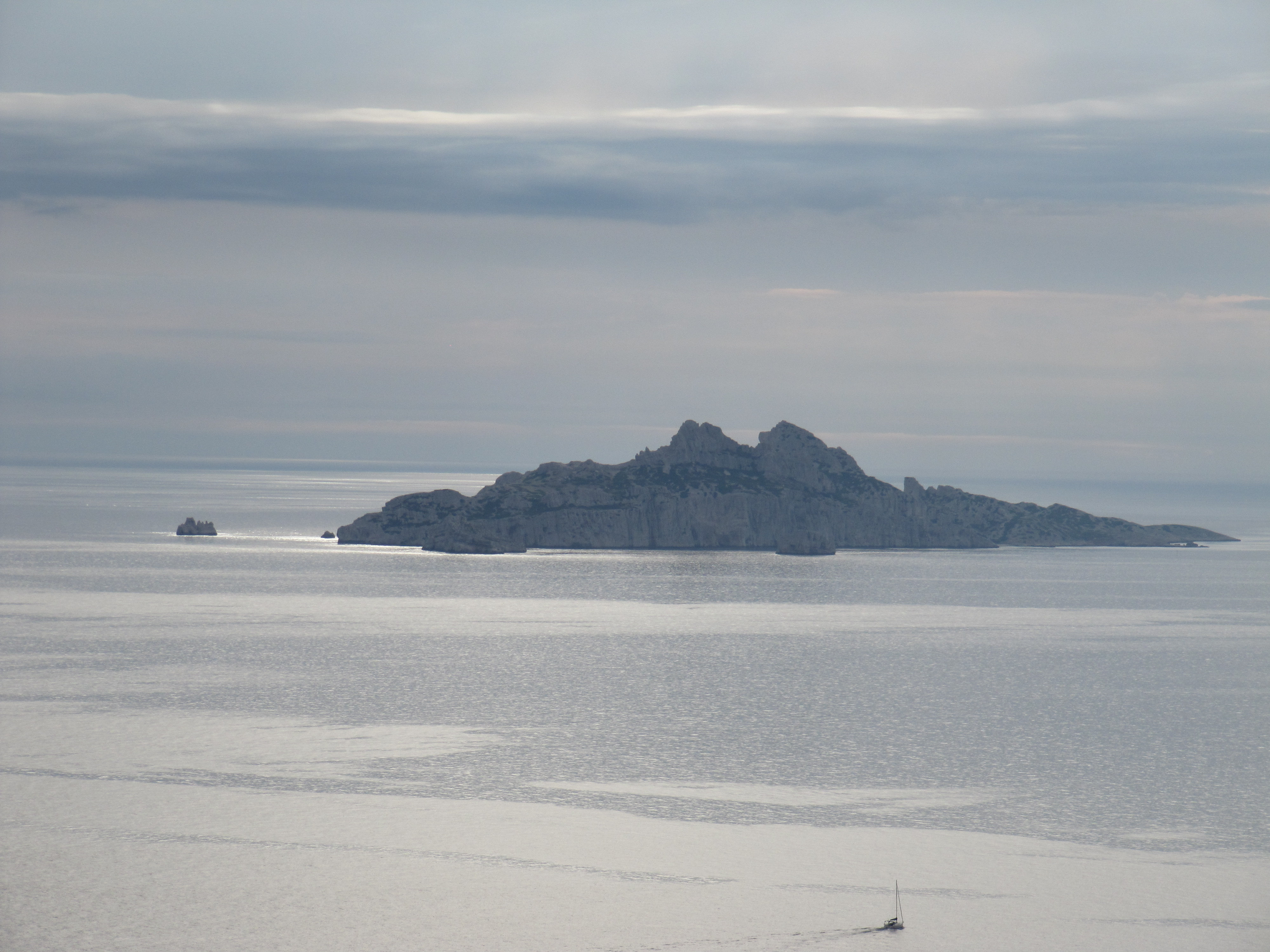
L'île de Riou sur la commune de Marseille abrite le plus grand site de nidification de puffins de Scopoli en France.

En France, seuls quatre sites de nidification de puffins de Scopoli sont identifiés. La plus grande colonie se situe sur l'île de Riou, située dans le parc national des Calanques (37% de la population estivale française) suivie de la colonie des Îles Lavezzi en Corse (31%), celle mixte des Îles d'Hyères (22% de la population de puffins de Scopoli et 86% des puffins Yelkouan), et enfin la colonie des Îles Cerbicale (10%) en Corse.
Les puffins de l'Île de Riou sillonnent les eaux territoriales françaises du Golfe du Lion, parfois jusqu'au Golfe de Rosas en Espagne. Ces oiseaux préfèrent surplomber la bordure du plateau continental au large, plutôt que de longer les côtes. Ils s'aventurent peu vers l'est, où les puffins Yelkouan des îles d'Hyères sont nombreux. Ils peuvent également s'alimenter à faible distance des sites de nidification, tel qu'autour de l'île du Planier. Leur rayon d'action moyen lors de ces voyages est de 60 km, ce qui est relativement faible.

## Statut et préservation
Cet oiseau est chassé (surtout les oisillons) pour sa chair ou sa graisse, mais ses œufs peuvent aussi être consommés. La pression humaine se fait aussi sentir par le dérangement des couples nicheurs, notamment par du tourisme côtier, par la destruction des aires de nidification, et surtout l'introduction d'espèces prédatrices (chats, rats …). Les populations de Puffins de Scopoli, comme tous les oiseaux de mer, sont aussi affectées par les captures accidentelles lors de la pêche (ligne et filet), les pollutions marines, la raréfaction des ressources alimentaires due à la surpêche, et les perturbations sur les zones de nourrissage par les éoliennes offshore ou le trafic maritime.
La population de puffins de Scopoli a enregistré un fort déclin entre les années 1970 et 1990. Même si le déclin a été moins important entre les années 1990 et 2000, il persiste en Italie et en Espagne. De ce fait, BirdLife International considère cette espèce comme « vulnérable », de même que l'Agence européenne pour l'environnement (AEE). Elle est protégée par la directive oiseaux en annexe I depuis 1979 et par la Convention de Berne (protection de la vie sauvage) en annexe II (espèce animale strictement protégée).
L'UICN considère que ce déclin est insuffisant pour être alarmant et a classé cette espèce dans la catégorie LC (préoccupation mineure).

## Systématique
Le taxon original « historique » était constitué de trois sous-espèces (diomedea, borealis et edwarsii) et connu sous le nom normalisé CINFO de Puffin cendré.
Dans un premier temps cette espèce a été scindée en deux, la sous-espèce edwardsii devenant l'espèce Puffin du Cap-Vert (Calonectris edwardsii). Puis, dans un second temps, à la suite des travaux phylogéniques de Gómez-Díaz et al. (2006, 2009) et des recommandations de Sangster et al. (2012), les deux sous-espèces restantes de l'espèce Calonectris diomedea sont aussi séparées par le Congrès ornithologique international (COI) (version 3.2, 2013), et donne donc les espèces Calonectris diomedea et Calonectris borealis. Calonectris diomedea reçoit le nom normalisé de Puffin de Scopoli tandis que Calonectris borealis reçoit le nom « historique » Puffin cendré.
Certaines autorités taxinomiques considèrent toujours C. borealis comme une sous-espèce de C. diomedea (Howard & Moore, 2008). Handbook of the Birds of the World, dans la mise à jour de sa taxinomie (2014) rejoint la position du COI en 2014 en reconnaissant trois espèces distinctes.

## Étymologie
Calonectris vient du grec kalos, beau et niktôr, plongeur. Le terme diomedea fait référence à la légende de Diomède, qui aurait été tué par le roi Daunos et dont les compagnons auraient été transformés en oiseaux. De plus, les îles Tremiti, en Italie, qui les accueillent, étaient autrefois appelées « îles Diomedes ».
Puffin viendrait de l'anglais to puff, souffler, et ferait référence à la capacité qu'ont ces oiseaux à projeter par le bec une substance huileuse et nauséabonde.

## Philatélie
Plusieurs états ont émis des timbres à l'effigie de cet oiseau : Madère en 1986 et 2007, les îles Maldives en 1986, Malte en 1987, l'île Maurice en 1985 et la France en 1997.